# کارلوس آگوستینو دو روزاریو
کارلوس آگوستینو دو روزاریو (انگلیسی: Carlos Agostinho do Rosário؛ زادهٔ ۲۶ اکتبر ۱۹۵۴) سیاست‌مدار اهل موزامبیک است. وی از ۱۷ ژانویه ۲۰۱۵ تا ۳ مارس ۲۰۲۲ نخست‌وزیر این کشور بود.